# Agua Blanca de Iturbide
Agua Blanca de Iturbide es una localidad mexicana, cabecera del municipio de Agua Blanca de Iturbide en el estado de Hidalgo.

## Toponimia
El origen del nombre se dice que este nombre se debe a la gran cantidad de manantiales que existen en ese territorio; también se presume que el nombre de Agua Blanca obedece a la existencia de un pozo de donde brotaba agua blanquizca, cerca del actual ojo de agua localizada en la parte alta del poblado. Finalmente se le dio el nombre "Iturbide", en honor al fraile Franciscano Juan de Iturbide, quien era una persona muy importante en el municipio.

## Historia
La comunidad se funda antes del año de 1804, donde aparece perteneciendo a la jurisdicción de la Intendencia de México, la cual se le conocía con el nombre de 'La trementina' debido a la existencia de una zona sumamente boscosa. En 1869 se erige el estado de Hidalgo; con este, el territorio de Agua Blanca llegó a formar parte de la municipalidad de Tutotepec, y para 1874 se crea el municipio. En 1888 se cambia la cabecera municipal del poblado de San Pedrito a la actual Agua Blanca.

## Geografía

### Localización
Se localiza al oriente del territorio hidalguense, a 91.2 km de Pachuca de Soto y a 162.6 km de la Ciudad de México. Le corresponden las coordenadas geográficas 20°20′55″ de latitud norte y 98°21′23″ de longitud oeste. Agua Blanca de Iturbide se localiza en la sierra de Tenango, con una altitud de 2188 metros sobre el nivel del mar.

### Relieve e hidrografía
Se encuentra en la región geográfica de la sierra de Tenango, su terreno es de meseta principalmente; y se encuentra en los límites de las provincias fisiográficas de la Eje Neovolcánico y la Sierra Madre Oriental. En lo que respecta a la hidrología se encuentra posicionado en la región del Pánuco, dentro de la cuenca del río Moctezuma, y en las subcuenca del río Metztitlán.

### Clima
Cuenta con un clima templado, con una temperatura media anual aproximada a los 13 °C.
| Parámetros climáticos promedio de Agua Blanca de Iturbide | Parámetros climáticos promedio de Agua Blanca de Iturbide | Parámetros climáticos promedio de Agua Blanca de Iturbide | Parámetros climáticos promedio de Agua Blanca de Iturbide | Parámetros climáticos promedio de Agua Blanca de Iturbide | Parámetros climáticos promedio de Agua Blanca de Iturbide | Parámetros climáticos promedio de Agua Blanca de Iturbide | Parámetros climáticos promedio de Agua Blanca de Iturbide | Parámetros climáticos promedio de Agua Blanca de Iturbide | Parámetros climáticos promedio de Agua Blanca de Iturbide | Parámetros climáticos promedio de Agua Blanca de Iturbide | Parámetros climáticos promedio de Agua Blanca de Iturbide | Parámetros climáticos promedio de Agua Blanca de Iturbide | Parámetros climáticos promedio de Agua Blanca de Iturbide |
| Mes                                                       | Ene.                                                      | Feb.                                                      | Mar.                                                      | Abr.                                                      | May.                                                      | Jun.                                                      | Jul.                                                      | Ago.                                                      | Sep.                                                      | Oct.                                                      | Nov.                                                      | Dic.                                                      | Anual                                                     |
| --------------------------------------------------------- | --------------------------------------------------------- | --------------------------------------------------------- | --------------------------------------------------------- | --------------------------------------------------------- | --------------------------------------------------------- | --------------------------------------------------------- | --------------------------------------------------------- | --------------------------------------------------------- | --------------------------------------------------------- | --------------------------------------------------------- | --------------------------------------------------------- | --------------------------------------------------------- | --------------------------------------------------------- |
| Temp. máx. abs. (°C)                                      | 29.0                                                      | 33.0                                                      | 36.0                                                      | 37.0                                                      | 39.0                                                      | 39.0                                                      | 32.5                                                      | 35.0                                                      | 31.5                                                      | 36.0                                                      | 30.0                                                      | 29.0                                                      | 39.0                                                      |
| Temp. máx. media (°C)                                     | 19.6                                                      | 20.5                                                      | 22.4                                                      | 23.6                                                      | 24.1                                                      | 22.5                                                      | 21.0                                                      | 20.7                                                      | 20.3                                                      | 20.3                                                      | 19.8                                                      | 19.5                                                      | 21.2                                                      |
| Temp. media (°C)                                          | 10.7                                                      | 11.5                                                      | 12.9                                                      | 14.5                                                      | 15.6                                                      | 14.9                                                      | 14.1                                                      | 13.8                                                      | 13.4                                                      | 12.6                                                      | 11.4                                                      | 11.0                                                      | 13.0                                                      |
| Temp. mín. media (°C)                                     | 1.9                                                       | 2.6                                                       | 3.5                                                       | 5.4                                                       | 7.0                                                       | 7.3                                                       | 7.3                                                       | 6.9                                                       | 6.5                                                       | 5.0                                                       | 3.1                                                       | 2.5                                                       | 4.9                                                       |
| Temp. mín. abs. (°C)                                      | -11.5                                                     | -9.0                                                      | -11.0                                                     | -4.0                                                      | 0.0                                                       | 0.5                                                       | 1.0                                                       | 0.0                                                       | 0.0                                                       | -4.5                                                      | -7.0                                                      | -10.0                                                     | -11.5                                                     |
| Precipitación total (mm)                                  | 16.5                                                      | 11.9                                                      | 13.0                                                      | 22.0                                                      | 30.2                                                      | 75.1                                                      | 100.3                                                     | 112.1                                                     | 146.3                                                     | 49.5                                                      | 19.2                                                      | 13.3                                                      | 609.4                                                     |
| Días de lluvias (≥ 0.1)                                   | 3.9                                                       | 3.4                                                       | 3.9                                                       | 5.0                                                       | 5.8                                                       | 9.7                                                       | 13.9                                                      | 13.6                                                      | 13.1                                                      | 7.5                                                       | 4.0                                                       | 3.5                                                       | 87.3                                                      |
| Fuente: Servicio Meteorológico Nacional. 2015             |                                                           |                                                           |                                                           |                                                           |                                                           |                                                           |                                                           |                                                           |                                                           |                                                           |                                                           |                                                           |                                                           |

## Demografía
De acuerdo con el Censo de Población y Vivienda 2020 del INEGI; la localidad tiene una población de 2325 habitantes, lo que representa el 22.54 % de la población municipal. De los cuales 1058 son hombres y 1267 son mujeres; con una relación de 83.5 hombres por 100 mujeres.
Las personas que hablan alguna lengua indígena, es de 10 personas, alrededor del 0.43 % de la población de la ciudad. En la ciudad hay 68 personas que se consideran afromexicanos o afrodescendientes, alrededor de 2.92 % de la población de la ciudad.
De acuerdo con datos del censo INEGI 2020, unas 2029 declaran practicar la religión católica; unas 137 personas declararon profesar una religión protestante o cristiano evangélico; 4 personas declararon otra religión; y unas 154 personas que declararon no tener religión o no estar adscritas en alguna.
| Gráfica de evolución demográfica de Agua Blanca de Iturbide entre 1900 y 2020                |
|                                                                                              |
| Población de los censos y conteos del Instituto Nacional de Estadística y Geografía (INEGI). |

### Educación
El 11.48 % de población de 15 años o más es analfabeta, el 5.03 % de la población de 6 a 14 años que no asiste a la escuela y el 42.38 % de la población de 15 años y más con educación básica incompleta. La localidad cuenta con cuatro escuelas de nivel inicial, una de primaria, una secundaria. Así como dos de nivel medio superior el Bachillerato del Estado de Hidalgo Plantel Agua Blanca y el Colegio de Estudios Científicos y Tecnológicos del Estado de Hidalgo (CECyTE) Plantel Agua Blanca.

## Cultura

### Arquitectura
Parroquia Inmaculada Concepción
La parroquia es de una sola nave construida de mampostería, con lecho de teja de barro a dos aguas; su piso es de tablón. La casa cural anexa se compone de dos piezas de mampostería, con techo de teja de barro a dos aguas. Se terminó de construir el 1 de enero de 1890.

### Fiestas
La feria anual que se festeja entre los días 3 al 6 de mayo; se tomó esta fecha porque el municipio de Agua Blanca fue paso de tropas mexicanas y francesas en la batalla de Puebla. En esta se instala una expo artesanal de la producción del aguardiente y curados, así como una muestra gastronómica. Otra fiesta religiosa es la del 8 de diciembre día en que se celebra "La Purísima Concepción" en esta acuden muchas peregrinaciones de diferentes comunidades del municipio.
Durante el carnaval que en la localidad dura cuatro días donde hay, bailes, levantamiento de caretas, y se realiza la tradicional descabezada que consiste en colgar seis pollos vivos, donde pasarán los “capas” adultos para jalarlos del pescuezo. Esto sirve para elegir a los próximos seis capitanes que habrán de darle de comer durante los cuatro días a todas las y los integrantes de la comparsa que se llegue a formar.

## Economía
Tiene un Grado de marginación de la localidad Medio y un Grado de rezago social localidad bajo. Las principales actividades económicas son el comercio, la agricultura, ganadería y la avicultura.